# Inname van Bergen op Zoom
De Inname van Bergen op Zoom (1577) was tijdens de Tachtigjarige Oorlog een inname van Bergen op Zoom op 13 september 1577, in opdracht van de Staten-Generaal onder uitvoering van Fréderic Perrenot tegen kolonel Karl Fugger. Omdat de Antwerpenaren de bezetting van kasteel Wouw had omgebracht zat de schrik er flink in onder de bezetting in Bergen op Zoom. Deze droegen na een vordering stad en bevelhebber over op 13 november en vluchtten daarna naar Breda.

## Aanloop
Kolonel Fugger was na de plundering van Antwerpen met een vendel soldaten naar Bergen op Zoom gevlucht, waar nog twee vendels van zijn regiment lagen. Veertig mannen uit zijn regiment hielden daarnaast ook nog eens het kasteel van Wouw bezet. Kolonel Fronsberg was met zijn drie vendels naar Breda getrokken, waar nog drie van zijn vendels lagen. De Staten hadden aan gouverneur Champagny opdracht gegeven om Fugger in te rekenen. Echter Champagny had niet genoeg volk om de opdracht uit te voeren waardoor hij een list moest verzinnen.

## Verloop
Eerst liet Champagny zijn ritmeester Elias de Lion met een vendel het kasteel van Wouw bestormen. Deze wist de bezetting bijna veertig man, volledig te overrompelen en liet iedereen die in hun handen viel dood slaan. Er was een Duits soldaat ontsnapt en naar Bergen op Zoom gevlucht. Hij vertelde daar wat hun makkers was overkomen in Wouw. Het verhaal had een demoraliserende uitwerking op de rest. Ene Jacob de Vos, een Staatsgezinde vertelde de Duitsers dat er een groot leger op komst was. Zowel de prins van Oranje als Hohenlohe zouden volgens Vos onderweg zijn om hen aan alle kanten aan te vallen. Vos maakte de Duitsers wijs dat de Staatsen bevel hadden gekregen alle Duitsers over de kling te jagen. In de nacht hadden de Antwerpen rondom de stad op trompetten laten blazen en op trommels laten slaan om de illusie op te wekken dat er een groot leger rondom de stad lag. Het vendel dat zich schuldig had gemaakt aan plunderingen te Antwerpen zou amnestie krijgen mits zij afzagen van achterstallig soldij. Kolonel Fugger had zich vermomd en probeerde heimelijk de stad te verlaten. In de morgen verscheen er een trommelaar aan de poort. Op last van Champagny moesten de Duitsers hun wapens neerleggen en terstond de stad verlaten. Kolonel Fugger moest overgedragen worden, anders zouden Champagny's soldaten ze allemaal "de hals doen breken". Kennelijk zat de schrik er in. Het vendel dat zich schuldig had gemaakt aan plunderingen te Antwerpen zou amnestie krijgen mits zij afzagen van achterstallig soldij. Kolonel Fugger had zich vermomd en probeerde heimelijk de stad te verlaten. Fugger werd terstond gevangengenomen, de wapens neergelegd, de bezetting vluchtte daarna de stad uit. De troepen van Champagny namen de stad in. Fugger werd opgesloten in het Kasteel Cantecroy. Daarna overgeplaatst naar Brussel.

## Nasleep
Champagny verenigde zich met het leger van Hohenlohe bij Steenbergen en trokken daarna samen naar Tholen.
De Duitsers waren naar Breda gevlucht en hadden zich aangesloten bij de vendels van Fronsberg. Daar hebben ze het nog twee maanden hebben uitgehouden totdat Hohenlohe voor de poorten stond om het beleg van Breda te beginnen.